# 1. UC Oker Joker Braunschweig
Der 1. Unihoc Club Oker Joker Braunschweig von 1992 e.V. ist ein deutscher Floorballverein aus Braunschweig.

## Geschichte
1. UC Oker Joker Braunschweig wurde 1992 gegründet. Es handelt sich hierbei um einen reinen Floorballverein, nicht um eine Abteilung eines anderen Sportvereins.
Der Verein konnte in seiner Geschichte insgesamt zehn Deutsche Meisterschaften gewinnen, darunter drei Großfeld-Meistertitel der Damenmannschaft, einen Kleinfeld-Meistertitel der Herrenmannschaft, sowie sechs Titel im Mixed. In den Saisons zwischen 2010 und 2020 stellte der Verein eine Herrenmannschaft in der Kleinfeld-Regionalliga Nordwest sowie eine gemischte Mannschaft in der Kleinfeld-Verbandsliga Nordwest. Darüber hinaus gab es eine Spielgemeinschaft der Damen mit der SC Weende Göttingen in der Kleinfeld-Regionalliga. In der Saison 2016/2017 konnte sich der 1. UC Braunschweig als Meister aus Niedersachsen und Bremen für die deutsche Meisterschaft im Kleinfeld in Rosenheim qualifizieren. Dabei belegte die 1. Mannschaft nach drei knappen Niederlagen in der Gruppenphase den 8. Platz.
In der Saison 2024/2025 gibt es eine gemischte Mannschaft in der Regionalliga Nordwest Herren Kleinfeld und eine gemischte Mannschaft in der erstmalig gegründeten Verbandsliga Nordwest Herren Großfeld. Der 1. UC Braunschweig hat derzeit (Stand: 2024) rund 60 Mitglieder.

## Erfolge
Herren
Kleinfeld:
- 8. Platz bei den Deutschen Meisterschaften 2017
- Meister Regionalliga Nordwest 2016/2017
- Vizemeister Regionalliga Nordwest 2013/2014
- Deutscher Meister 2002

Damen
Großfeld:
- Deutscher Meister 1995 (als SG Braunschweig/Grasleben), 1996, 1998
- Deutscher Vizemeister 1997

Kleinfeld:
- Meister Regionalliga Nordwest 2015/2016 (als SG Göttingen/Braunschweig)
- Deutscher Vizemeister 2003

Mixed (inzwischen kein Meisterschaftsbetrieb mehr)
- Deutscher Meister 1992, 1993, 2000, 2001, 2003, 2004
- Deutscher Vizemeister 1994, 1999, 2007